# Articolo 301 del codice penale turco

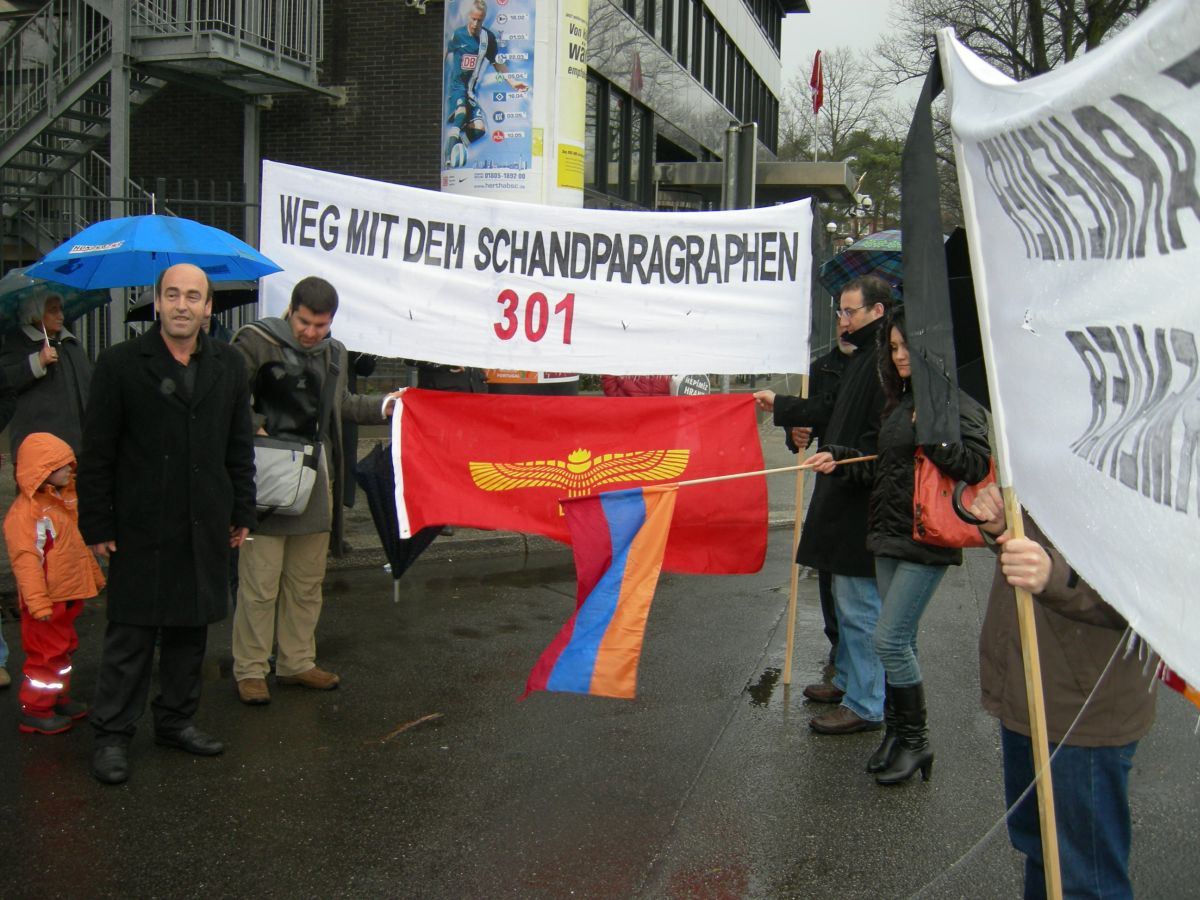
Manifestazione contro l'art. 301 in Germania.

L'articolo 301 è un articolo del codice penale turco che rende illegale insultare la Turchia, la nazione turca, le istituzioni governative turche o gli eroi nazionali turchi come Mustafa Kemal Atatürk. È entrato in vigore il 1º giugno 2005 ed è stato introdotto come parte di un pacchetto di riforma del diritto penale nel processo che precede l'apertura dei negoziati per l'adesione della Turchia all'Unione europea (UE), al fine di portare la Turchia agli standard dell'Unione. La versione originale dell'articolo rendeva come crimine l'"insulto alla turchicità"; il 30 aprile 2008, l'articolo è stato emendato per cambiare "turchicità" in "nazione turca". Da quando questo articolo è diventato legge, sono state intentate accuse in più di 60 casi, alcuni dei quali di alto profilo. L'Unione dei Grandi Giuristi (in turco Büyük Hukukçular Birliği) guidata da Kemal Kerinçsiz, un avvocato turco, è "dietro quasi tutti i processi dell'articolo 301". Lo stesso Kerinçsiz è responsabile di quaranta dei processi, compresi quelli di alto profilo.
Il 30 aprile 2008 sono state apportate una serie di modifiche all'articolo 301, tra cui un nuovo emendamento che rende obbligatoria l'approvazione del ministro della giustizia per la presentazione di una causa. Questa modifica è stata apportata per prevenire il possibile uso improprio dell'articolo, soprattutto nei confronti di casi di alto profilo, colmando i buchi giuridici nella versione precedente.

## Testo
L'articolo attualmente si legge come segue:
1. Una persona che degrada pubblicamente la Nazione Turca, lo Stato della Repubblica Turca, la Grande Assemblea Nazionale della Turchia e le istituzioni giudiziarie dello Stato è punito con la reclusione da 6 mesi a 2 anni.
2. Anche una persona che degrada pubblicamente le organizzazioni militari e di sicurezza deve essere condannata secondo la disposizione di cui al paragrafo uno.
3. Le espressioni di pensiero a scopo di critica non costituiscono reato.
4. Lo svolgimento di un'indagine su tale reato è subordinato all'autorizzazione del Ministro della giustizia.

Prima che venissero apportate modifiche all'articolo 301 il 30 aprile 2008, l'articolo affermava quanto segue:
1. Una persona che degrada pubblicamente la Turchia, la Repubblica o la Grande Assemblea Nazionale della Turchia, è punito con la reclusione da sei mesi a tre anni.
2. Una persona che degrada pubblicamente il governo della Repubblica di Turchia, le istituzioni giudiziarie dello Stato, le organizzazioni militari o di sicurezza è punito con la reclusione da sei mesi a due anni.
3. Nei casi in cui la degradazione della Turchicità è commessa da un cittadino turco in un altro paese, la pena sarà aumentata di un terzo.
4. Le espressioni di pensiero a scopo di critica non costituiscono reato.

### Articolo precursore
Prima che l'attuale codice penale turco entrasse in vigore, l'articolo 159 del codice penale turco del 1926 copriva lo stesso reato. Uno dei primi usi dell'articolo 159 fu nel 1928, quando un certo numero di ebrei furono condannati per "denigrazione della turchicità" sulla scia dell'affare Elza Niego. Il loro crimine era stato quello di protestare contro l'omicidio di una giovane ragazza ebrea da parte di un funzionario governativo di mezza età.
L'articolo 159 fu modificato alcune volte, come nel 1961 e nel 2003, prima di essere alla fine sostituito dall'attuale articolo 301 nel 2005.

## Casi di alto profilo

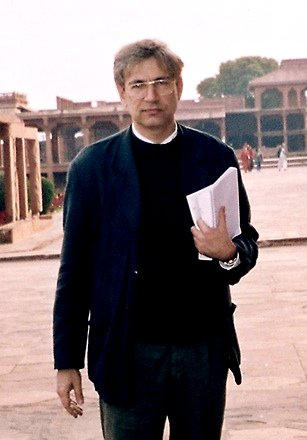
Lo scrittore turco Orhan Pamuk è stato processato per dichiarazioni sul genocidio armeno.

L'articolo 301 è stato utilizzato per incriminare lo scrittore Orhan Pamuk per aver affermato, in un'intervista alla rivista svizzera Das Magazin, supplemento settimanale di alcuni quotidiani svizzeri, tra cui il Tages-Anzeiger, che "Trentamila curdi sono stati uccisi qui, e un milione di armeni. E quasi nessuno osa menzionarlo. Così lo faccio io." Le accuse, che furono mosse contro Pamuk su una denuncia presentata da Kemal Kerinçsiz, vennero successivamente ritirate dopo il rifiuto del Ministero della Giustizia di emettere una sentenza sulla validità delle accuse.
Nel febbraio 2006 si aprì il processo contro cinque giornalisti accusati di aver offeso le istituzioni giudiziarie dello Stato ai sensi dell'articolo 301, e anche di mirare a pregiudicare un procedimento giudiziario ai sensi dell'articolo 288 del codice penale turco. Ciascuno dei cinque aveva criticato un ordine del tribunale di chiudere una conferenza a Istanbul sulle vittime degli armeni ottomani nell'Impero ottomano durante la prima guerra mondiale. (La conferenza alla fine si tenne comunque dopo essere stata trasferita da un'università statale a un'università privata.). Le accuse prevedevano una potenziale pena detentiva fino a 10 anni. Il tribunale archiviò le accuse contro quattro di loro l'11 aprile 2006 quando fu stabilito che il termine previsto dalla prescrizione era stato superato, mentre Murat Belge, il quinto imputato, fu assolto l'8 giugno 2006.
Un altro caso di alto profilo derivante da questa legge coinvolse la scrittrice e giornalista Perihan Mağden, che fu perseguita per aver scritto un articolo originariamente pubblicato nel numero del 26 dicembre 2005 di Yeni Aktuel, intitolato "L'obiezione di coscienza è un diritto umano". L'esercito turco presentò in risposta una denuncia contro di lei. Nel processo, che si svolse il 27 luglio 2006, fu assolta quando il tribunale stabilì che le sue opinioni erano coperte dalla libertà di espressione e non erano un reato ai sensi del codice penale turco. Se condannata, avrebbe potuto affrontare tre anni di reclusione.
Nel luglio 2006 l'ufficio del pubblico ministero di Istanbul preparò un atto d'accusa secondo cui le dichiarazioni contenute nel libro "La fabbrica del consenso: l'economia politica dei mass media" di Noam Chomsky ed Edward S. Herman costituivano una violazione dell'articolo. L'editore e i redattori della traduzione turca, così come il traduttore, furono conseguentemente processati, ma assolti nel dicembre 2006.
Nel 2006 Elif Şafak affronto allo stesso modo l'accusa di "oltraggio alla turchicità" a causa del suo ultimo romanzo, La bastarda di Istanbul. Il caso venne rigettato dal giudice su richiesta del pubblico ministero per l'archiviazione del caso.
Nel 2006, il noto giornalista armeno-turco Hrant Dink fu perseguito ai sensi dell'articolo 301 per aver offeso la turchicità e ricevette una sospensione della pena di sei mesi. Successivamente fu assassinato dai nazionalisti radicali. Orhan Pamuk ha dichiarato: "In un certo senso, siamo tutti responsabili della sua morte. Tuttavia, in prima linea in questa responsabilità ci sono coloro che ancora difendono l'articolo 301 del codice penale turco. Coloro che hanno fatto una campagna contro di lui, coloro che hanno dipinto questo nostro fratello come un nemico della Turchia, coloro che lo hanno dipinto come un bersaglio, sono i più responsabili in questo." Hrant Dink fu assolto postumo dalle accuse il 14 giugno 2007, in un nuovo processo ordinato dalla Corte d'Appello. In Dink vs Turchia, la Corte europea dei diritti dell'uomo stabilì che la libertà di parola di Dink, tra l'altro, era stata violata dal governo turco.
L'editore Ragıp Zarakolu venne messo sotto processo ai sensi dell'articolo 301 e per “oltraggio all'eredità di Atatürk ” ai sensi della legge 5816.
Nel 2007, Arat Dink (figlio di Hrant Dink) e Serkis Seropyan furono condannati a un anno di pena sospesa ai sensi dell'articolo 301 per aver stampato le parole di Dink che le uccisioni di armeni nel 1915 erano un genocidio.
Nel 2008, Rahim Er, editorialista del quotidiano conservatore democratico Turkiye fu condannato ai sensi dell'articolo 301 per aver criticato la Corte di Cassazione della Turchia. Egli criticò la Corte di Cassazione a causa della lungaggine dei processi, della sua pesante arretratezza e della celata resistenza all'istituzione di corti d'appello regionali in Turchia. Fu accusato di aver insultato un'istituzione della Repubblica di Turchia dall'ufficio del procuratore capo a Bakırköy. Tale accusa fu cancellata dalle dimissioni di Mehmet Ali Şahin, allora ministro della giustizia.

## Altri incidenti di alto profilo
Nel dicembre 2005 Joost Lagendijk, membro del partito della Sinistra Verde olandese e della Commissione per gli affari esteri del Parlamento europeo, presidente della commissione parlamentare mista UE-Turchia, e convinto sostenitore dell'adesione della Turchia all'UE, visitò la Turchia per assistere al processo contro Orhan Pamuk. Nel suo discorso commentò l'incidente di Şemdinli e criticò l'esercito turco per aver cercato di mantenere la propria influenza politica attraverso la continua guerriglia contro il PKK. L'Unione dei Grandi Giuristi (in turco Büyük Hukukçular Birliği), lo stesso gruppo che sporse denuncia contro Orhan Pamuk, denunciò Joost Lagendijk per aver violato l'articolo 301 insultando l'esercito turco. Il pubblico ministero, tuttavia, rifiutò di procedere, facendo riferimento alla costituzione turca e alla Convenzione europea dei diritti dell'uomo, nonché a una sentenza della Corte europea dei diritti dell'uomo relativa all'interpretazione di tale Convenzione.
I membri del Partito turco Güçlü Türkiye organizzarono una campagna di disobbedienza civile contro l'articolo chiamato Giudica anche me 301 (in turco Beni de yargıla 301). 301 membri del partito violarono consapevolmente l'articolo 301 e sporsero denuncia contro loro stessi. Il pubblico ministero rifiutò di presentare i capi di accusa.

## Critiche e impatto dell'articolo
Nella sua breve vita l'articolo fu pesantemente criticato, sia in Turchia che all'esterno. Una critica sentita in Turchia, e anche da qualche figura esterna, rileva che l'articolo si è trasformato in uno strumento della "vecchia guardia" nazionalista, che, così si dice, lo usa per sporgere denuncia contro personaggi di fama internazionale, non per soffocare il dissenso delle opinioni, ma con l'obiettivo di ostacolare il processo di ammissione all'UE. La scrittrice Elif Şafak sostiene che l'articolo ha un effetto dissuasivo sulla libera espressione, nonostante la sua quarta clausola. La Turchia accetta le decisioni della Corte europea dei diritti dell'uomo come decisione prevalente della corte superiore e ha ratificato i trattati internazionali come legge nazionale prevalente.
Amnesty International afferma che "l'articolo 301 rappresenta una minaccia diretta alla libertà di espressione, come sancito dall'articolo 19 della Convenzione internazionale sui diritti civili e politici (ICCPR) e dall'articolo 10 della Convenzione europea per la salvaguardia dei diritti dell'uomo e delle libertà fondamentali (CEDU)."
I procedimenti giudiziari ai sensi dell'articolo hanno sollevato problemi con l'adesione della Turchia all'Unione europea, perché limita la libertà di parola.

## Stato attuale
Dopo l'omicidio di Hrant Dink, il vice primo ministro e ministro degli Esteri turco Abdullah Gül dichiarò all'epoca: "Con il suo stato attuale, ci sono alcuni problemi con l'articolo 301. Vediamo adesso se ci sono modifiche che devono essere apportate a questa legge."
Il 30 aprile 2008, l'articolo 301 fu emendato dal Parlamento turco, con le seguenti modifiche:
- Sostituzione della parola "turchicità" con la frase "la nazione turca" (così la "denigrazione della turchicità" divenne "denigrazione della nazione turca");
- Riduzione della pena massima da tre anni a due;
- Rimozione della disposizione speciale che aggrava la pena per denigrazione quando commessa da un cittadino turco in un altro paese;
- Richiesta di autorizzazione del ministero della giustizia per presentare un caso. L'iter autorizzativo di cui all'articolo 301 è svolto dalla Direzione Generale per gli Affari Penali del Ministero della Giustizia dove i giudici competenti sono distaccati presso il Ministero. Anche se viene avviata un'indagine penale su autorizzazione del ministro della Giustizia, il pubblico ministero ha ancora il potere discrezionale di decidere di non procedere.

Il permesso fu rifiutato dal ministero della giustizia nel caso del luglio 2008 contro İbrahim Tığ, l'editore del quotidiano Bölge Haber. Il governatore di Zonguldak presentò una denuncia citando l'"aperta denigrazione del governo" ("TC Hükümetini Alenen Aşağılamak") dopo che Tığ scrisse un articolo accusando il Partito Giustizia e Sviluppo al governo di vendere i beni del paese attraverso la privatizzazione. A luglio 2008, sei dei sette casi di cui all'articolo 301 che furono esaminati dal ministero vennero respinti per il procedimento penale.
Secondo il sistema giuridico turco, le convenzioni internazionali sui diritti umani diventano automaticamente parte dell'ordinamento giuridico nazionale senza ulteriore recepimento una volta ratificate dal Parlamento. Gli strumenti internazionali sui diritti umani di cui la Turchia è parte devono essere presi in considerazione da giudici e pubblici ministeri. Pertanto, i pubblici ministeri sono fortemente incoraggiati ad applicare direttamente le decisioni storiche della Corte europea dei diritti dell'uomo- Inoltre, la dichiarazione dell'indagato non può essere assunta prima dell'autorizzazione del Ministro della Giustizia per non screditare l'indagato agli occhi dell'opinione pubblica.
Nel 2011, la Corte europea dei diritti dell'uomo decise che "l'ambito di applicazione dei termini di cui all'articolo 301 del codice penale, così come interpretato dalla magistratura, era troppo ampio e vago e quindi la disposizione costituiva una minaccia continua all'"esercizio del diritto alla libertà di espressione" e che l'articolo 301 del codice penale non soddisfaceva la "qualità giuridica" richiesta dalla costante giurisprudenza della Corte", poiché i suoi termini inaccettabilmente ampi determinavano "una mancanza di prevedibilità dei suoi effetti", constatando una violazione della libertà di espressione (Articolo 10 CEDU) nell'inchiesta contro Altuğ Taner Akçam, uno storico e scrittore sul genocidio armeno. Per ciò che concernono gli emendamenti del 2008, la CEDU osservò che "nonostante la sostituzione del termine "turchicità" con "nazione turca", non sembrava tuttavia esserci alcun cambiamento o differenza sostanziale nell'interpretazione di questi concetti "perché erano stati intesi allo stesso modo dalla Corte di Cassazione" (par. 92).